# Yola senegalensis
Yola senegalensis är en skalbaggsart som beskrevs av Régimbart 1895. Yola senegalensis ingår i släktet Yola och familjen dykare. Inga underarter finns listade i Catalogue of Life.